# OVEN Elektro Maribor
Družba OVEN Elektro Maribor d.o.o. je slovensko elektroenergetsko podjetje.

## Poslanstvo
Poslanstvo družbe OVEN Elektro Maribor je neposredno kupcu električne energije in posredno končnim odjemalcem zagotavljati proizvedeno električno energijo iz obnovljivih virov na okoljsko sprejemljiv, zanesljiv in varen način, spodbujati rabo obnovljivih virov in učinkovito rabo energije ter varovati okolje.

## Dejavnost
Glavna dejavnost družbe OVEN Elektro Maribor je D 35.111 Proizvodnja električne energije v hidroelektrarnah.
Osnovne dejavnosti družbe so: 
- proizvodnja električne energije v malih hidroelektrarnah in v fotonapetostnih elektrarnah,
- vzdrževanje hidroelektrarn in fotonapetostnih elektrarn,
- trženje povezanih produktov s področja obnovljivih virov energije (trženje v svojem imenu za tuj račun).

Družba OVEN Elektro Maribor d.o.o. upravlja s štirimi malimi hidroelektrarnami (MHE), eno srednjo hidroelektrarno (SHE) in 18 malimi fotovoltaičnimi elektrarnami (MFE). 

## Ustanovitev družbe
Družbo OVEN Elektro Maribor je z izčlenitvijo dejavnosti proizvodnje električne energije leta 2002 ustanovila družba Elektro Maribor d.d. 
Organizirana je kot družba z omejeno odgovornostjo v 100-odstotni lasti matične družbe Elektro Maribor d.d.
Osnovni kapital družbe znaša 38.792 EUR.

## Upravljanje
Družba ima enotirni sistem upravljanja. Funkcijo nadzora opravlja predsednik uprave ustanoviteljice, ki prav tako predstavlja Skupščino družbe.
Družbo vodi, zastopa in predstavlja skladno z Aktom o ustanovitvi direktor.

## Poslovanje
Konec leta 2014 je bilo v družbi OVEN Elektro Maribor 5 zaposlenih.
V letu 2014 je družba OVEN Elektro Maribor proizvedla 18.605 MWh električne energije.
Prihodki družbe so v letu 2014 znašali 9.238.901 EUR. Čisti poslovni izid družbe je v letu 2014 znašal 553.940 EUR. V letu 2014 so iz lastnih sredstev investirali v novo sončno elektrarno instalirane moči 50 kW.

## Skupina
Družba OVEN Elektro Maribor je vključena v Skupino Elektro Maribor, ki jo sestavljajo obvladujoča družba Elektro Maribor d.d. in dve odvisni družbi, ki sta v 100-odstotni lasti obvladujoče družbe Energija plus d.o.o. in OVEN Elektro Maribor d.o.o.

## Sedež družbe
Sedež družbe OVEN Elektro Maribor d.o.o. je na Vetrinjski ulici 2 v Mariboru.
Matična številka družbe je 1708503, davčna številka pa 22034412.

## Zgodovina družbe
Leta 2003 je družba Elektro Maribor d.d. ustanovila hčerinsko podjetje Male hidroelektrarne Elektro Maribor d.o.o. 
V Elektro Maribor d.d. so leta 2008 razvili blagovno znamko OVEN, ki predstavlja celovito ponudbo projektiranja in gradnje, proizvodnje in trženja električne energije iz obnovljivih virov.